# Resolució 2413 del Consell de Seguretat de les Nacions Unides
En la Resolució 2413 del Consell de Seguretat de les Nacions Unides, adoptada per unanimitat el 26 d'abril de 2018, el Consell va prendre nota de les propostes del Secretari General de les Nacions Unides António Guterres al seu informe A/72/707‑S/2018/43 amb recomanacions i opcions com accelerar l'agenda sobre la Construcció i Consolidació de la Pau. També va prendre nota de la decisió de l'Assemblea General de les Nacions Unides de convidar els òrgans pertinents de les Nacions Unides, inclosa la Comissió de Consolidació de la Pau, per avançar, explorar i considerar la seva implementació.
Així mateix, el Consell va prendre nota de la decisió de l'Assemblea de demanar al Secretari General que presentés, durant el seu 73è període de sessions, un informe provisional amb les seves recomanacions i opcions, àdhuc sobre finançament de les activitats de consolidació de la pau.